# New Augusta
New Augusta é uma cidade  localizada no estado americano de Mississippi, no Condado de Perry.

## Demografia
Segundo o censo americano de 2000, a sua população era de 715 habitantes.
Em 2006, foi estimada uma população de 695, um decréscimo de 20 (-2.8%).

## Geografia
De acordo com o United States Census Bureau tem uma área de
13,8 km², dos quais 13,4 km² cobertos por terra e 0,4 km² cobertos por água. New Augusta localiza-se a aproximadamente 35 m acima do nível do mar.

## Localidades na vizinhança
O diagrama seguinte representa as localidades num raio de 32 km ao redor de New Augusta.